# Mất tháng 11 năm 2011
Dưới đây là danh sách những cái chết đáng chú ý trong tháng 11 năm năm 2011.

## Tháng 11 năm 2011

### 30
- J. Blackfoot, 65, ca sĩ nhạc soul Mỹ.
- Kuldeep Manak, 62, ca sĩ Ấn Độ, viêm phổi.  Lưu trữ ngày 3 tháng 12 năm 2011 tại Wayback Machine
- Bill Waller, 85, chính trị gia Mỹ. [liên kết hỏng]

### 29
- Lev Bruni, 61, nhà báo Nga.  (tiếng Nga)
- Ramadan Khater, 48, diễn viên Ai Cập.
- Guillermo O'Donnell, 75, nhà khoa học chính trị Argentina.  Lưu trữ ngày 3 tháng 5 năm 2012 tại Wayback Machine (tiếng Tây Ban Nha)

### 28
- Dinos Katsouridis, 84, nhà làm phim Hy Lạp, ung thư.  (Greek)
- Ante Marković, 87, chính trị gia Croatia.
- Patrice O'Neal, 41, diễn viên Mỹ (Web Junk 20, The Opie and Anthony Show), biến chứng sau đột quỵ.

### 27
- Thomas Lanaras, 54, doanh nhân Hy Lạp, ung thư.  (tiếng Hy Lạp)
- April Phumo, 74, cầu thủ bóng đá Nam Phi, ung thư.
- Gary Speed, 42, huấn luyện viên đội tuyển bóng đá quốc gia Wales, tự sát bằng cách treo cổ.  Lưu trữ ngày 22 tháng 8 năm 2019 tại Wayback Machine

### 26
- Thích Thanh Tứ, Phó chủ tịch Hội đồng trị sự giáo hội Phật giáo Việt Nam.
- C. Odumegwu Ojukwu, 78, chính trị gia Nigeria, đột quỵ. [liên kết hỏng]
- Arthur Schultz, 78, chính trị gia Mỹ.  Lưu trữ ngày 12 tháng 1 năm 2012 tại Wayback Machine

### 25
- Leonid Borodin, 73, tiểu thuyết gia, nhà báo Nga.  (tiếng Nga)
- Karel Hubacek, 87, kiến trúc sư Séc.
- Frederik Meijer, 91, doanh nhân Mỹ, đột quỵ.
- Yukio Nishimoto, 91, cầu thủ bóng chày Nhật.  (tiếng Nhật)
- Tom Wicker, 85, nhà báo Mỹ.

### 24
- Martin B. Lehmann, 48, chính trị gia Thụy Điển, tự sát bằng súng.
- Antonio Domingo Bussi, 85, chính trị gia Argentina, suy tim.  Lưu trữ ngày 2 tháng 2 năm 2016 tại Wayback Machine
- Ludwig Hirsch, 65, ca sĩ, diễn viên Áo, tự sát bằng cách nhảy lầu.  (tiếng Đức)
- Rauf Khalid, diễn viên, nhà văn, đạo diễn, nhà sản xuất Pakistan, tai nạn giao thông.  Lưu trữ ngày 25 tháng 11 năm 2011 tại Wayback Machine

### 23
- Luis Fernando Jaramillo Correa, 76, chính trị gia Colombia.  Lưu trữ ngày 14 tháng 12 năm 2020 tại Wayback Machine (tiếng Tây Ban Nha)
- Christopher Ma, 61, nhà báo Mỹ, nhồi máu cơ tim.
- Henry Øberg, 80, trọng tài bóng đá Na Uy.  (tiếng Na Uy)
- Joseph Sewall, 89, chính trị gia Mỹ.

### 22
- Ray Flockton, 81, cầu thủ cricket Australia.
- Miguel González Avelar, 74, chính trị gia Mexico, suy tim và thận.  Lưu trữ ngày 27 tháng 5 năm 2012 tại Wayback Machine (tiếng Tây Ban Nha)
- Lynn Margulis, 73, nhà sinh học Mỹ, đột quỵ.

### 21
- Albert D. Cohen, 97, doanh nhân Canada.
- Arie van Deursen, 80, sử gia Hà Lan.  (tiếng Hà Lan)
- Greg Halman, 24, cầu thủ bóng chày Hà Lan (Seattle Mariners).  Lưu trữ ngày 25 tháng 11 năm 2011 tại Wayback Machine
- Anne McCaffrey, 85, nhà văn khoa học viễn tưởng Mỹ (Dragonriders of Pern), đột quỵ.

### 20
- Mario Martiradonna, 73, cầu thủ Ý.  (tiếng Ý)
- David Messas, 77, rabbi người Pháp.
- Karl Aage Præst, 89, cầu thủ Đan Mạch.  (tiếng Đan Mạch)
- Adriano Reys, 78, diễn viên Brazil, ung thư.  Lưu trữ ngày 22 tháng 11 năm 2011 tại Wayback Machine (tiếng Bồ Đào Nha)
- Talaat Sadat, 64, chính trị gia Ai Cập.

### 19
- Ömer Lütfi Akad, 95, đạo diễn phim Thổ Nhĩ Kỳ.
- Gordon S. Clinton, 91, chính trị gia Mỹ.
- John Smale, 84, doanh nhân Mỹ, CEO của Procter & Gamble. [liên kết hỏng]
- Ruth Stone, 96, nhà thơ Mỹ.

### 18
- Walt Hazzard, 69, cầu thủ bóng rổ Mỹ.
- Yuri Karyakin, 81, sử gia Nga.  (tiếng Nga)
- Jones Mwewa, 38, cầu thủ bóng đá Zambia.  Lưu trữ ngày 24 tháng 4 năm 2012 tại Wayback Machine

### 17
- Olin Branstetter, 82, chính trị gia Mỹ, tai nạn máy bay.
- Kurt Budke, 50, huấn luyện viên bóng rổ nữ Mỹ (Oklahoma State University), tai nạn máy bay.
- Gary Garcia, 63, ca sĩ Mỹ (Buckner & Garcia).

### 16
- Ruslan Akhtakhanov, 58, nhà thơ Chechen, bị bắn.  Lưu trữ ngày 23 tháng 11 năm 2011 tại Wayback Machine
- René A. Morel, 79, nhà chế tạo vĩ cầm Mỹ sinh tại Pháp.  Lưu trữ ngày 20 tháng 12 năm 2011 tại Wayback Machine
- James Fraser Mustard, 84, bác sĩ Canada, ung thư.
- Elfie Pertramer, 86, diễn viên Đức.  (tiếng Đức)

### 15
- Lev Borisov, 77, diễn viên Nga, đột quỵ.  (tiếng Nga)
- Oba Chandler, 65, sát nhân Mỹ, tiêm thuốc độc.  Lưu trữ ngày 18 tháng 1 năm 2012 tại Wayback Machine
- Dulcie Gray, 91, diễn viên, tiểu thuyết gia Anh, viêm cuống phổi.
- Karl Slover, 93, diễn viên Mỹ sinh tại Slovakia (The Wizard of Oz).  Lưu trữ ngày 15 tháng 7 năm 2012 tại archive.today

### 14
- Franz Josef Degenhardt, 79, nhà thơ, tiểu thuyết gia Đức.  (tiếng Đức)
- Alf Fields, 92, cầu thủ bóng đá Anh (Arsenal F.C. 1936-1952).
- Ilya Zhitomirskiy, 22, doanh nhân Nga.

### 13
- Bobsam Elejiko, 30, cầu thủ bóng đá Nigeria.  (tiếng Hà Lan)
- Guido Falaschi, 22, nhà đua xe Argentina, tai nạn đường đua.  Lưu trữ ngày 15 tháng 11 năm 2011 tại Wayback Machine (tiếng Tây Ban Nha)
- Diego Rivas, ca sĩ Mexico, bị bắn.

### 12
- Peter Roebuck, 55, cầu thủ cricket Anh-Úc, tự sát.
- Solly Tyibilika, 32, càu thủ bóng bầu dục Nam Phi, bị bắn.

### 11
- Emory Folmar, 81, chính trị gia Mỹ, bệnh kéo dài.  Lưu trữ ngày 18 tháng 1 năm 2012 tại Wayback Machine
- Charlie Lea, 54, cầu thủ bóng chày Mỹ sinh tại Pháp (Montreal Expos). [liên kết hỏng]
- Francisco Blake Mora, 45, chính trị gia Mexico, tai nạn trực thăng.
- David Myers, 73, chính trị gia Mỹ, viêm phổi. [liên kết hỏng]

### 10
- David Boyd, 87, nghệ sĩ Australia.
- Ivan Martin Jirous, 67, nhà thơ, nhà bất đồng chính kiến Séc.  Lưu trữ ngày 11 tháng 11 năm 2011 tại Wayback Machine
- Petar Kralj, 70, diễn viên Serbia.  (tiếng Serbia)
- Adrián Yospe, 41, diễn viên Argentina, ung thư.  Lưu trữ ngày 12 tháng 11 năm 2011 tại Wayback Machine (tiếng Tây Ban Nha)

### 9
- Abdoulkarim Abdrashitov, 30, giáo sĩ Hồi giáo Nga, tai nạn giao thông.  (tiếng Nga)
- Shmuel Ben-Artzi, 97, nhà văn Israel, cha vợ Benjamin Netanyahu.  Lưu trữ ngày 18 tháng 11 năm 2011 tại Wayback Machine
- Carl Nyrén, 93, kiến trúc sư Thụy Điển.  (tiếng Thụy Điển)

### 8
- Jimmy Adamson, 82, cầu thủ bóng đá Anh.
- Nosson Tzvi Finkel, 68, rabbi người Mỹ, tim ngừng đập.
- Heavy D, 44, rapper Mỹ sinh tại Jamaica ("Now That We Found Love"), diễn viên (The Cider House Rules, Life).
- Valentin Kozmich Ivanov, 76, cầu thủ bóng đá Nga.  (tiếng Nga)

### 7
- Joe Frazier, 67, boxer Mỹ, ung thư gan.
- Dov Schwartzman, 90, rabbi Israel sinh tại Mỹ.
- Tomás Segovia, 84, nhà thơ Tây Ban Nha, ung thư.  Lưu trữ ngày 8 tháng 11 năm 2011 tại Wayback Machine (tiếng Tây Ban Nha)
- Takanosato Toshihide, 59, đô vật sumo người Nhật.

### 6
- Isaac Chocrón, 81, nhà soạn kịch Venezuela.  (tiếng Tây Ban Nha)
- Mel Hancock, 82, chính trị gia Mỹ.
- Hickstead, 15, ngựa đua Olympic Canada sinh tại Hà Lan.  Lưu trữ ngày 8 tháng 11 năm 2011 tại Wayback Machine
- Allan Peachey, 62, chính trị gia New Zealand.  Lưu trữ ngày 10 tháng 11 năm 2011 tại Wayback Machine

### 5
- Loulou de la Falaise, 63, nhà thiết kế thời trang người Pháp (Yves Saint-Laurent).  (tiếng Pháp)
- Bhupen Hazarika, 86, ca sĩ Ấn Độ.
- Takeo Nishioka, 75, chính trị gia Nhật Bản, viêm phổi.
- Paul Schulmeister, 69, nhà báo Áo.  (tiếng Đức)

### 4
- Arnold Green, 91, chính trị gia Estonia.  (tiếng Estonia)
- Ana Štefok, 72, ca sĩ Croatia.  Lưu trữ ngày 6 tháng 11 năm 2011 tại Wayback Machine (tiếng Croatia)
- Dieudonné Yougbaré, 94, Giám mục Burkina Faso.

### 3
- Matty Alou, 72, cầu thủ bóng chày Mỹ sinh tại Dominica (Pittsburgh Pirates, San Francisco Giants).  Lưu trữ ngày 25 tháng 5 năm 2012 tại archive.today
- Papa Bue, 81, nhạc công trombone người Đan Mạch, trưởng nhóm Viking Jazz Band.
- John Young, 80, chính trị gia Scotland.

### 2
- Sickan Carlsson, 96, ca sĩ, diễn viên Thụy Điển.  (tiếng Thụy Điển)
- Rijk de Gooyer, 85, diễn viên Hà Lan, ung thư tụy.  (tiếng Hà Lan)
- Boots Plata, 67, đạo diễn Philippines, ung thư.

### 1
- Gumaa Al-Shawan, 74, điệp viên Ai Cập.  Lưu trữ ngày 6 tháng 11 năm 2011 tại Wayback Machine
- Dorothy Howell Rodham, 92, người nội trợ Mỹ, mẹ của Hillary Rodham Clinton.  Lưu trữ ngày 6 tháng 11 năm 2011 tại Wayback Machine
- Jona Senilagakali, 81, bác sĩ, nhà ngoại giao Fiji, Thủ tướng (2006–2007).